# Mettersdorf am Saßbach
Mettersdorf am Saßbach est une commune autrichienne du district de Südoststeiermark en Styrie.